# Montes Agricola

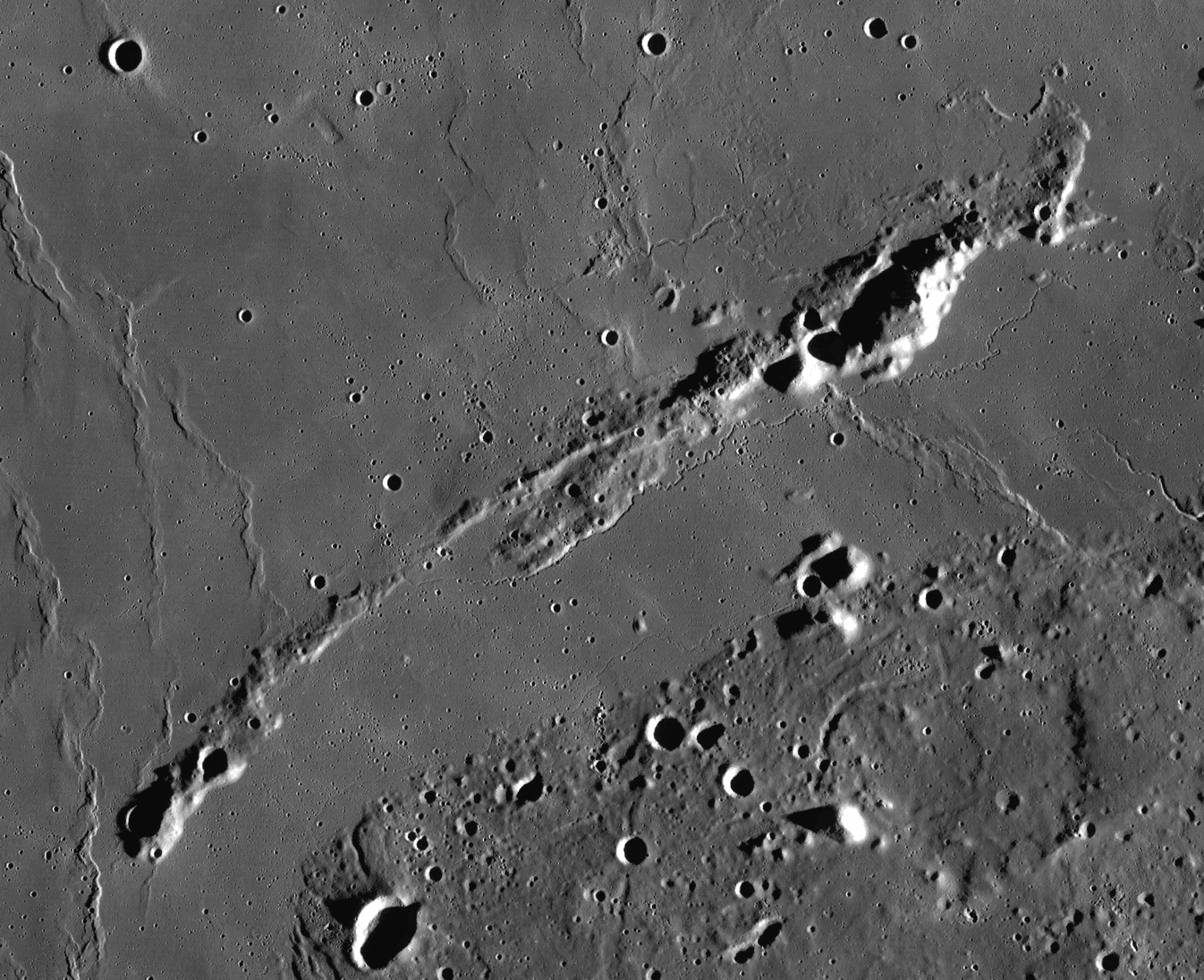
Montes Agricola

Les Montes Agricola (29,06, −54,07) sont un massif montagneux lunaire s'étendant sur près de 140 km entre l'Océan des Tempêtes et la Mer des Pluies. Son nom provient du naturaliste allemand Georgius Agricola (1494-1555).